# Сиси Хјустон
Емили „Сиси” Хјустон (енгл. Emily « Cissy » Houston; Њуарк, 30. септембар 1933 — Њуарк, 7. октобар 2024) била је америчка соул и госпел певачица.

## Биографија
Пратећи вокал многим певачима као на пример Елвису Преслију и Арети Френклин, Сиси је најпознатија по својој соло каријери обележене  Грами наградама.
Мајка је преминуле америчке певачице, глумице, манекенке и продуценткиње Витни Хјустон и бака Боби Кристини Браун.

## Дискографија
- Midnight Train To Georgia (1969)
- Presenting Cissy Houston ('1970)
- Cissy Houston (1977)
- Think It Over (1978)
- Warning - Danger (1979)
- Step Aside For A Lady (1980)
- Face To Face (1996)
- He Leadeth Me (1997)
- Whitney & Cissy Houston (1999)
- Love Is Holding You (2001)
- Cissy Houston Collection (2005)
- Walk on By Faith (2012)